# Altagracia de Orituco
Altagracia de Orituco, fundada como Nuestra Señora de Altagracia de Orituco es una ciudad de Venezuela, situada en el nor-oriente del Estado Guárico, capital del Municipio José Tadeo Monagas y antigua capital del estado. Su población era de 68 295 habitantes, según censo de 2011.

## Gentilicio
El gentilicio es gracitano.[cita requerida]

## Historia
El 1 de marzo de 1676 fue concedido, pública y oficialmente, el terreno utilizado para constituir un pueblo indígena de doctrina, denominado luego Nuestra Señora de Altagracia.
Es oportuno reiterar que la Ciudad de “Nuestra Señora de Altagracia de Orituco” comenzó de hecho el 1 de marzo de 1694 cuando fue consumada la adjudicación del terreno para reubicar a un grupo de la “nación Guaiqueries,” que había pertenecido a la encomienda del Capitán Joseph Salvador de Medina hasta 1687, cuando cesó este régimen social y económico y los indígenas fueron demorados del servicio personal. Aquella concesión de territorio fue efectuada, pública y oficialmente, en el “Valle de San Miguel de Orituco” por mandato del Gobernador de Venezuela, maestre de campo don Francisco de Berroterán, quien autorizó al cabildo de San Sebastián de los Reyes para realizar esta actividad oficial, que fue ejecutada por el Capitán Nicolás García Mujica, Alférez Real y alcalde ordinario; a quien las fuentes identifican además como Nicolás Garmendia Mujica. Esta población fue constituida después como Ciudad de doctrina, con la aquiescencia del Obispo de Venezuela Don Diego de Baños y Sotomayor.
Altagracia de Orituco surgió como consecuencia de la abolición del régimen de encomiendas del servicio personal. Este es el hecho histórico determinante en el origen de esta nueva población indígena; no lo es el suceso protocolar de la apertura de un libro de registro eclesiástico, porque esto era un acto rutinario, entendido como una obligación que tenía el cura con respeto a la Iglesia y a los feligreses que debían ser atendido por él.
Es pertinente resaltar que el padre Juan de Barnuevo, entonces capellán del Valle de San Miguel del Rosario, mencionaba la población de Altagracia en el primer semestre de 1697:

«De la parte donde nace el sol, el río de Orituco; y de la parte del poniente, un zanjón que está entre la montaña; y de la parte del norte, el camino real que pasa a la población de dichos indios, nombrado el paso de Juan de Laya; y de la parte del sur, un espino que está cien varas arriba de la Hacienda de los herederos de doña María Ana de Mendoza; cortando dicho lindero de oriente a poniente…»

## Toponimia
La capital del Municipio Autónomo José Tadeo Monagas del Estado Guárico es denominada Altagracia de Orituco. La primera parte de este nombre corresponde al de la Virgen de Altagracia y la segunda a la del río a orillas del cual está ubicada la ciudad desde su orígenes.
La formación del topónimo Altagracia de Orituco es consecuencia de un proceso iniciado en las últimas décadas del siglo XVII, cuando el catolicismo dominante influyó para nombrar Nuestra señora de Altagracia a la comunidad de indios guaiqueríes.
Con la expresión Nuestra Señora de Altagracia o solo con el vocablo Altagracia denominaban comúnmente a la ciudad durante el siglo XVIII; aunque en las últimas décadas de esta y en la primera década del siglo XIX habrían comenzado a agregarle el de Orituco; lo que finalizó al aminorar el uso de Nuestra Señora en el vocabulario gubernamental y popular de tiempos republicanos, acaso como consecuencia de la separación ocurrida entre la iglesia y el estado.
Conviene recordar que Orituco es palabra hispanizada, procedente del quichua Uritucu, formada por voz Uritu que empleaban los aborígenes incaicos para nombrar comúnmente al papagayo guacamayas, loros, pericos entre otros y por la partícula Cu, Co en el sentido de aumentativo adjetivalmente de la misma lengua.
Visto así, Uritu-cu significa papagayo, muchos papagayos. El vocablo fue transformado, finalmente de Uritu-cu a Orituco. Al ser convertido en topónimo habría indicado lugar con abundancia de esos animales.
Falta explicar cuándo y cómo fue introducido el término Orituco en la Jurisdicción del hoy Municipio José Tadeo Monagas Estado Guárico.
Es conocido que el río y el territorio del Orituco del Municipio en referencia ya eran identificados en julio de 1634 con la palabra Orituco escrita así, de acuerdo con documentos relativos a la visita eclesiástica efectuada por el Licenciado Domingo de Ibarra

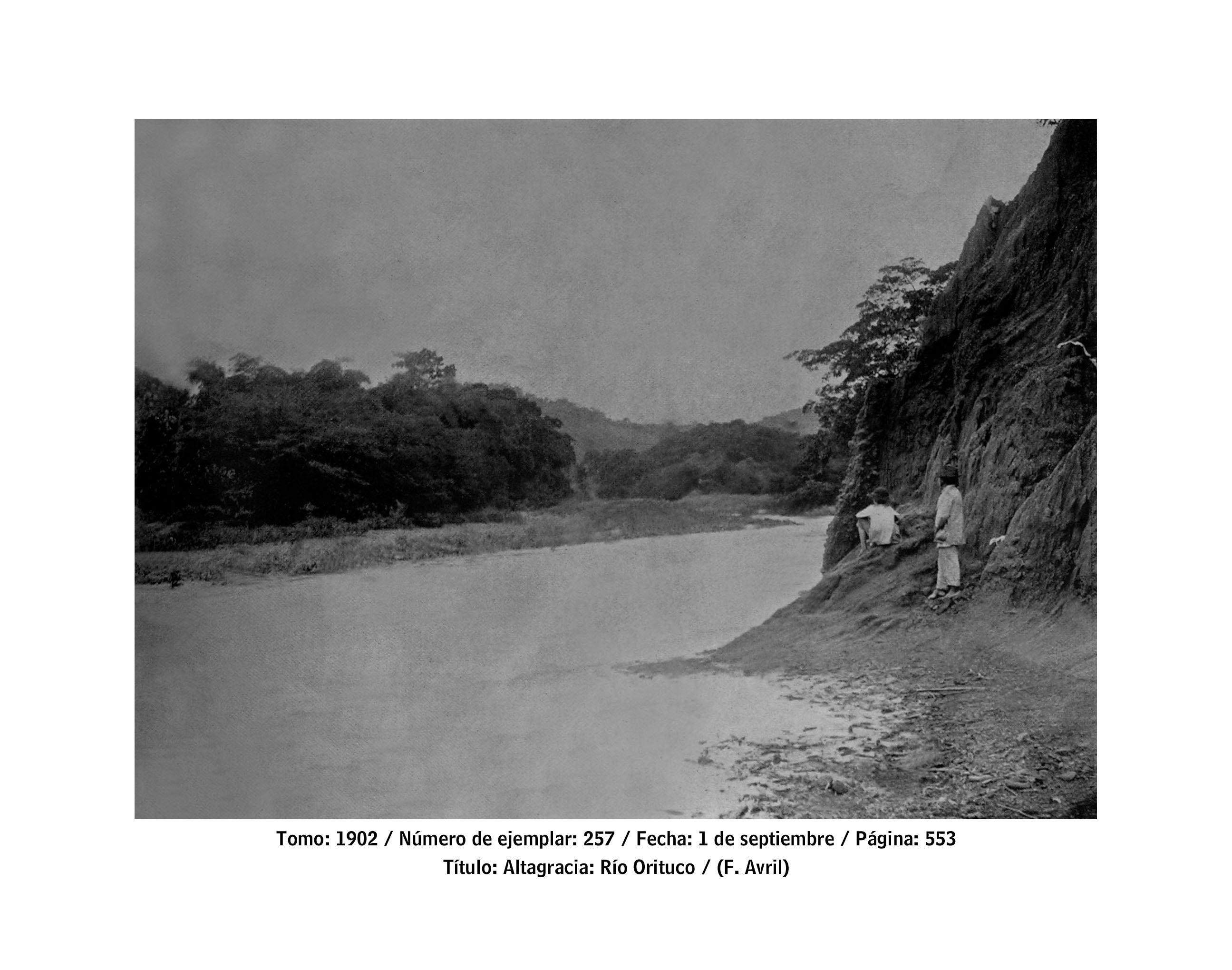
Río Orituco, cerca de Altagracia (1902).

No obstante a mediados del siglo XVII era utilizado el vocablo Uritucu para nombrar los tres ríos restantes eran Conoropa y Corocoro. Además, Alejandro de Humboldt uso las palabras Orituco y Uritucu en 1800 para identificar al mismo río, cuando estuvo en territorio del hoy Estado Guárico.

### Leyenda del nombre de Altagracia de Orituco
Existe una leyenda que atribuye el origen del nombre de Altagracia de Orituco a un litigio entre el Cacique Chapaiguana (cuyo nombre bautiza a una calle del pueblo) y Diego de Aragort. Según esta historia, Chapaiguana se presentó ante el Consejo de Indias exigiendo se le devolvieran unas tierras de su propiedad que habían sido usurpadas por Aragort. Se dice que el cacique ganó el caso y que el rey de España, movido por la fidelidad de Chapaiguana, le concedió la Alta Gracia de no pagar impuestos reales. Desde ese momento sus tierras recibieron el nombre de Altagracia de Orituco.

## Salud y asistencia social
El pueblo cuenta con una amplia gama de centros asistenciales, tantos públicos como privados, que prestan diversos servicios, tanto a los gracitanos como a los ciudadanos foráneos.
- Hospital José Francisco Torrealba: calle Libertad, con Calle Sixto Sosa y Avenida Hurtado Ascanio.
- IPASME: Av. Chapaiguana, entre Calle Sixto sosa y Carabobo.
- Centro Médico Orituco: brisas del diamante.
- C.D.I Urbanización el diamante, Avenida 1
- Módulo de Asistencial de Camoruco.
- Policlínica Del Llano: Avenida Bolívar Nro. 11, con calle Adolfo Chataing. Teléfonos 0238 3343211 al 13
- C.D.I Ipare de Orituco.
- Ambulatorio De la Brisas.
- Módulo Asistencial De Peña de Mota.
- Ambulatorio de Botalon.

Nota: Actualmente se gestiona para anexarle al Hospital de Altagracia una sala de diálisis y una de parachot; y también se gestiona la construcción de un nuevo Hospital Universitario para Altagracia.

## Servicios Básicos
El pueblo cuenta con una buena infraestructura de servicios a todos los niveles, la mayoría con deficiencias como son: acueductos, telefonía (CANTV), electricidad (Corpoelec), señal para teléfonos celulares (Movilnet, Movistar y Digitel), Concesionarios de DirecTV, Registro Público, Registro Civil, Notaría Pública, y otros que incluyen un departamento de catastro de la alcaldía y una oficina de servicios públicos que incluyen el Aseo Urbano.

## Geografía

### Clima
La temperatura media anual oscila entre 22.°C y 31 °C.; en los periodos lluviosos (mayo a octubre) puede llegar hasta los 21.°C mientras que en verano (noviembre a abril) puede llegar hasta los 32.°C (en marzo frecuentemente).

### Relieve
La mayor parte está rodeado por valles. Al Norte, presenta montañas bajas y colinas de la Cordillera de la Costa.

### Hidrografía
Los ríos principales son el Orituco, el Memo y el Macaira. La principal provisión de agua del Municipio José Tadeo Monagas es el denominado "Embalse de Guanapito".

### Vegetación
La vegetación de gramíneas, combinada con arbustos y árboles cubre la mayor parte de la zona. Existen dos variantes de selva: selvas en la base de la cordillera y en las riberas fluviales, y selvas de galería, con ricas maderas como la caoba. La explotación irracional de estos espacios extingue rápidamente muchas especies.
También se encuentran otras especies como el moriche, el samán, el cují negro y el chaparro.

### Fauna
Existe una gran variedad de especies, tales como el corocoro, el pavo real, el paují, la pavita rosada y la chirindera. En los caños y morichales abundan especies como el bagre y el coporo, el perro de agua, el venado, el cunaguaro y el tigrito, también conocido como el jaguar.

### Recursos minerales
- Arenas silíceas
- Carbón
- Cemento
- Gas
- Petróleo
- Yeso
- Zinc

## Economía local
En los últimos años se ha transformado pasando de un centro urbano de una economía tradicional, a un pueblo de variadas actividades, dirigida a atender los requerimientos de bienes y servicios necesarios para el consumo de la región de la cual es su centro. Dependen de ella las zonas de: San Rafael de Orituco, San Francisco Javier de Lezama, Libertad de Orituco y Paso Real de Macaira entre otras.
Los bancos con sede en la localidad son: Banesco, Banco de Venezuela y Bicentenario (2 sucursales).
Altagracia contaba con una sucursal del BBVA Provincial, sin embargo, cerró en 2021 luego de 34 años de servicio. Es importante destacar que está entidad bancaria protagonizó un suceso de toma de rehenes en 2008.

## Turismo
Constituye un área con un singular contenido de atractivos y recursos propios de aprovechamiento por un turismo especial. Las mayores ventajas para el desarrollo turístico las ofrece el tipo y la cantidad de recursos naturales presentes.
Los Festivales, Ferias, y actividades regionales, proveen de una fuente intermitente pero efectiva de ingresos a los artesanos y demás periferias de este comercio.
El problema del efectivo desarrollo de esta área radica en la inexistencia de servicios turísticos cercanos a los recursos y las pocas facilidades de acceso. Las estructuras de Altagracia de Orituco son poco modernas y responden a las necesidades agropecuarias. Las edificaciones son de carácter predominantemente horizontal.

## Lugares de interés

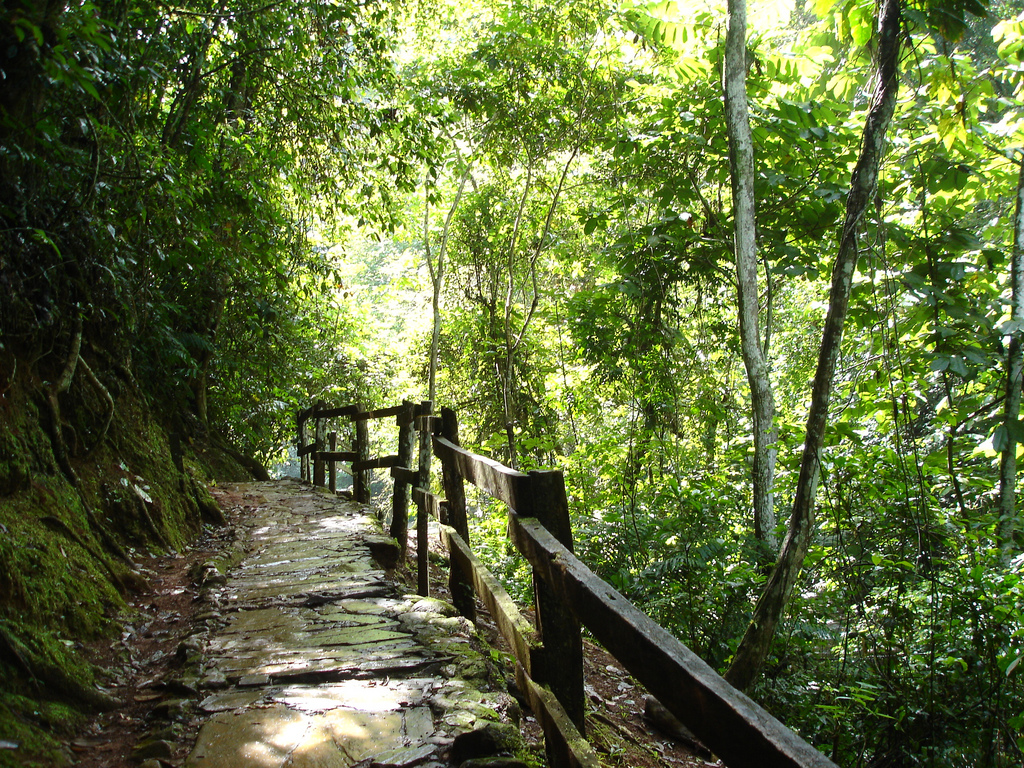
Parque nacional Guatopo.

### Parque nacional Guatopo
Fue creado el 31 de marzo de 1958. Comprende la región montañosa de la cordillera del interior, entre Santa Teresa del Tuy y Altagracia de Orituco. Tiene una extensión de 122.464 ha. La vegetación es de bosque tropical húmedo y de formaciones semi húmedas. La fauna es silvestre y muy rica en mamíferos.
Posee cuatro importantes instalaciones recreacionales: Agua Blanca, Santa Crucecita, Quebrada de Guatopo y la Hacienda La Elvira. Se pueden realizar en ellas excursiones y largas caminatas. Está ubicado entre los municipios Independencia, Lander y Acevedo del estado Miranda y municipio Monagas del estado Guárico.

### Embalse Guanapito
Principal fuente surtidora y tratante de agua para el Orituco, especialmente para los valles, y que se revela en el área donde alguna vez existió la población de Guanape.
La represa está construida con cemento, piedra y arena; sus compuertas están constantemente monitoreadas por un punto de control; que en el caso de que no logre funcionar se respalda manualmente.

### Monumento natural Morros de Macaira

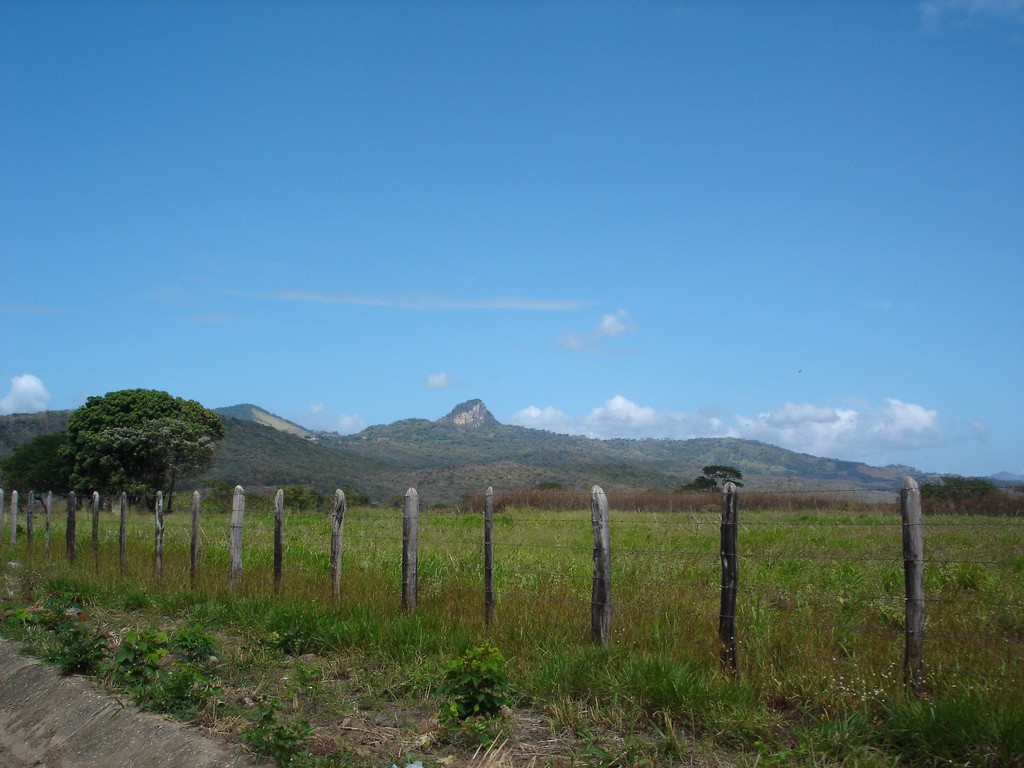
Morros de Macaira. San Francisco de Macaira, Guárico, Venezuela.

El Monumento Natural Morros de Macaira es un monumento natural ubicado en la parrqouia San Francisco de Macaira, del municipio José Tadeo Monagas. Fue creado en 1978. Abarca un área de 99 ha. En toda la región, es común encontrar macizos de roca calizas, cuevas surcadas pequeños cursos de agua y profundas cimas verticales.
El lindero oeste del monumento está determinado por la carretera que comunica Altagracia de Orituco con San Francisco de Macaira.
Su mayor atractivo es la formación calcárea de gran valor paleontológico y ambiental. Está constituido por tres macizos, los cuales albergan numerosas cuevas surcadas por torrentes fluviales.
La vegetación está compuesta principalmente por bosques semideciduos y matorrales semideciduos en la región de bosques montanos de la cordillera de la costa de Venezuela.

### Cruz de Peña de Mota

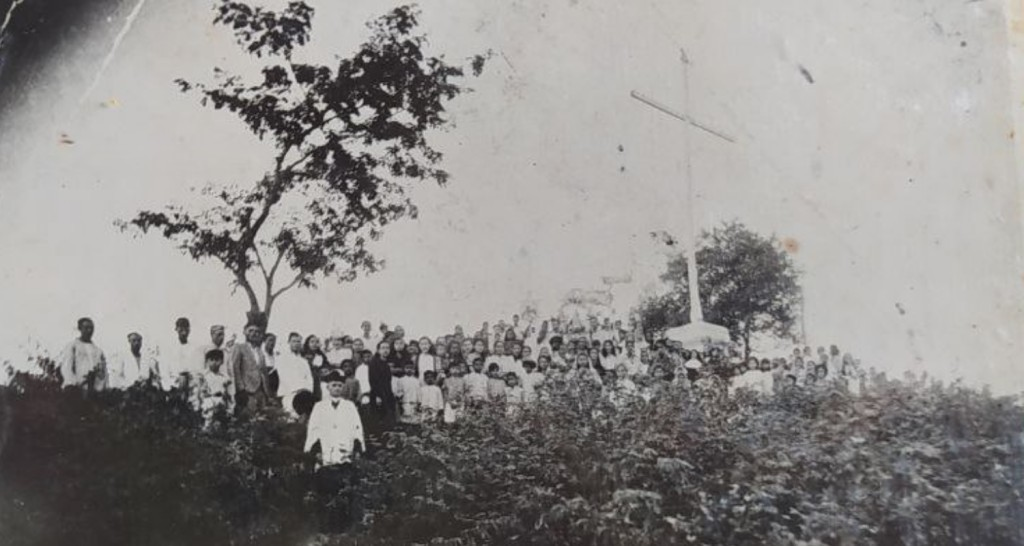
Paisanos reunidos en el conocido Cerro de Peña de Mota junto a la Cruz.

El Monumento a la Concordia, más conocido popularmente como “La Cruz de Peña de Mota”, es un monumento formado por una peña de mampostería ubicado en el cerro que queda al norte del pueblo, conocido como el “Cerro de Peña de Mota”. Fue inaugurado el 19 de abril de 1910, en conmemoración al centenario del grito de independencia del 19 de abril, y ha quedado como el sello tradicional de la ciudad.

### Laguna de Pedregal
Ubicado al final de la Urbanización El Diamante ocupa un perímetro aproximado de 400 m y una profundidad máxima de llenado de 15 metros. Sus alrededores están bordeados de vegetación herbácea y de árboles grandes.

### Cataratas de Tinapuy
Son cuatro cataratas ubicadas en Altagracia de Orituco en la carretera vía Guatopo. La primera posee una roca lisa de gran tamaño por donde baja el agua plegada a otra roca por la que suben y bajan los visitantes. La segunda tiene una roca en forma de pared inclinada con una caída de agua en el medio. La tercera es una roca muy plana parecida a la primera -para llegar hacia ella hay que caminar río arriba. La cuarta roca es la más grande de todas, si se desea verla hay que tomar los caminos verdes porque es una enorme formación rocosa.

## Símbolos

### Bandera
La Bandera de Altagracia de Orituco fue diseñada por Luis Fermín Torres y Sara Zamora en el año 1993. Esta fue la que se enarboló por primera vez en la Plaza Bolívar el 29 de septiembre de 1993, fecha en la cual fue decretada como Bandera Oficial de Altagracia de Orituco y del Municipio Monagas bajo el Mandato del Alcalde Salomón Gómez Naranjo. La segunda bandera fue confeccionada en la Casa de Bandera en Caracas, esta reposa en el Consejo Municipal.[cita requerida]
Esta Bandera está conformada por tres franjas; la superior e inferior de forma triangular y la del centro en forma rectangular.
Los Colores que la identifican son:[cita requerida]
- Azul: en la parte superior que representan los cielos libres de la región.
- Blanco: en el centro; representa la paz del pueblo.
- Rojo: en la parte inferior representa la libertad y fertilidad del suelo.

### Escudo
El escudo de Altagracia de Orituco y del Municipio Monagas fue diseñado por Don José Vicente Hernández Chilibertti e Hilmar Hernández de Constant, en el año 1993. El escudo está dividido en tres cuarteles; en la parte superior una cinta tricolor anudada en el centro sobre un semicírculo verde, en el cual se divisa un llanero a caballo que simboliza la libertad sobre la extensa llanura.[cita requerida]
- En el Primer Cuartel: Sobre un fondo rojo, está un aborigen representando a los Guaiqueries y Guamonteyes, primeros pobladores de los valles del Orituco, sobre la cabeza del aborigen están colocadas siete estrellas color plata que representan las siete parroquias que conforman el municipio.
- En el Segundo Cuartel: Sobre un fondo amarillo, un faro de luz con libro abierto sobre el cual reposa una mazorca de maíz que representa la tradición y cultura del saber del pueblo del Orituco.
- En el Tercer Cuartel: Sobre un fondo verde, representando un paisaje sobre el cual destaca el Morro de Macaira, una hoja de tabaco, el Embalse de Guanapito y una casa en medio del verdor, que representan la Hacienda La Elvira, como símbolos de riqueza del pueblo.

En Ambos lados unas panojas de siego atadas en la parte inferior con una cinta tricolor con la siguiente leyenda.
- En la Parte Amarilla se lee: 1 de marzo de 1694, fecha de nacimiento del pueblo de Nuestra Señora Altagracia de Orituco.
- En la Cinta azul se lee: 29 de septiembre de 1993, fecha en que fue decretado Oficialmente el escudo de Altagracia de Orituco y del Municipio Monagas.
- En la Cinta de color rojo se lee: Nuestra Señora de Altagracia de Orituco, en la parte izquierda que es el nombre del pueblo; en el lado derecho, aparece Estado Guárico que es la entidad federal a la cual pertenece el pueblo.

Este escudo reposa en el salón de sesiones de la Cámara Municipal.

### Himno
“HIMNO DE ALTAGRACIA DE ORITUCO”
LETRA: Pedro Emilio Jaramillo
MÚSICA: Prof. Emilia de Zanders
CORO
De los montes al llano te lanzas
Altagracia ciudad guariqueña
celebrando con himnos y danzas
centenaria tres veces tu eras.
I
En Guatopo nos brindas frescura
en tus llanos regalas calor
horizonte se ve de la altura
en tus prados risueños de amor.
(CORO)
II
Orituco a tus plantas rodea
procreando en los campos verdor
brilla siempre en tus aulas cual aldea
de saber el arcano esplendor.
(CORO)
III
Chapaiguana en herencia sus tierras
Guaiqueríes con el sangre y ser
condonaron a ti toda entera
la expresión de tu raza y tu ayer.
(CORO)
IV
Altagracia del cielo descienda
que realicen tu nombre inmortal
que la fe y la esperanza serenas
vierta en todo sublime ideal.
(CORO)

## Infraestructura y transporte
El sistema de transporte público en el pueblo suele ser deficiente en cuanto a calidad del servicio. En noviembre de 2007, se inauguraron más de 60 unidades para el transporte del pueblo.
El municipio cuenta con una buena infraestructura de servicios a todos los niveles, como son: acueductos, electricidad, red de gas, teléfono, correo, telégrafo, educación básica, media y universitaria, aseo urbano, sistema de sanidad, transporte, especialmente en lo que se refiere a la zona urbana de Altagracia de Orituco, capital del municipio.

### Vías de Acceso
Altagracia de Orituco es un polo central, es el pueblo oriental del estado Guarico, por lo tanto tiene eje con el Norte, Sur, Este y Oeste, cuenta con cuatro entradas, la del Norte por la Vía de Guatopo, la del Sur por la de San Francisco Javier de Lezama, la del Oeste por la de San Rafael de Orituco y la del este por la de Paso Real de Macaira para ir a Barcelona. Es uno de los ejes más importante con los que cuenta el Estado Guárico.

#### Avenida Ilustres Próceres
Ubicada entre la Avenida Hurtado Ascanio y el sector Saladillo, es la principal vía de acceso en una zona que se caracteriza por ser la de mayor concentración de establecimientos destinados al comercio y los servicios. Destaca por ser la única con un sector iluminado por postes, ubicados en su isla central, además de tener cuatro canales para vehículos después del Bulevar Rómulo Gallegos mejor conocido como El Chala, en ruta hacia Paso Real, pero en la parte que comprende el casco central del pueblo, y ahora es una autopista con grandes edificios de la cual se reintegran la construcción de un elevado de gran magnitud que llegara hasta el chala.

### Aeropuerto de Apamate o De Altagracia de Orituco
Dirección: Carretera nacional, vía oriente (a veinte minutos de Altagracia de Orituco).
Construcción civil que consta de una pista de despegue y aterrizaje de 1000 m de largo. En la entrada cuenta con el edificio de oficinas, una construcción de bloques, columnas y ventanas de romanilla rodeada por un amplio corredor. Anexo se encuentra un tanque para almacenar agua y una caseta para vigilancia. Actualmente se encuentra en estado de abandono y deteriorada.
Este aeropuerto fue construido en 1970 aproximadamente, en un terreno plano que había en la vía hacia Paso Real de Macaira, en el caserío Apamate, donde llegaba semanalmente un vuelo de la línea aérea Aeropostal, procedente de Valle de la Pascua y San Fernando de Apure, para luego seguir la ruta al Aeropuerto Internacional de Maiquetía, en La Guaira.
La línea de este aeropuerto en Altagracia quedaba en la editorial Rumbos, propiedad de la familia Infante. El pasaje a Maiquetía desde Altagracia no llegaba a 350 bolívares de ese entonces e incluía el transporte hasta este campo de aviación.
El docente Oscar Martínez, en un relato, relacionó el monto del pasaje con el salario de un educador de la época, motivo por el cual acotó que 350 bolívares era el sueldo quincenal de un maestro graduado para el año 1953, fecha en la cual creyó que aproximadamente empezó a operar este medio de transporte rápido a Maiquetía, cuyo tiempo de vuelo era de 35 minutos, mientras que trasladarse a La Guaira y a Caracas se tardaba 40 minutos.

### Plaza Bolívar de Altagracia de Orituco
Dirección: Calle Rondón con Avenida Chapaiguana y José Martí, frente a la Alcaldía del Municipio Monagas.
Espacio público de área aproximada a los 10000 m², conformado por áreas verdes con árboles de porte bajo que rodean una zona central, cementada y delimitada por muros de piedra, en la cual se ubica la estatua del Libertador Simón Bolívar. Esta plaza posee además amplios pasillos o caminerías de piso de terracota y bancos de concreto en los alrededores. Por estar ubicada en un desnivel, presenta unas largas escaleras que conducen al patio central. Allí se realizan inauguraciones de actividades educativas, deportivas y conmemorativas que reúnen a la comunidad.

#### Historia de la Plaza Bolívar
En las décadas finales del siglo XIX, los vecinos de Altagracia estaban muy preocupados por el estado ruinoso de la iglesia, y el panorama de desolación que presentaba la Plaza Bolívar. A finales del  siglo XXI cuando asistí a varias reuniones en donde los vecinos solicitaban el arreglo de ambos espacios. En esos años era cura párroco el recordado sacerdote de la localidad Alberto González, quien convenció a los pobladores de que lo más urgente era reparar la iglesia, ya que se podía derrumbar una parte del techo y ocasionar una tragedia. Ante la dramática argumentación del sacerdote, los habitantes estuvieron de acuerdo en arreglar primero la catedral y después ocuparse de la plaza. Las autoridades locales pudieron asumir de inmediato ese compromiso, porque durante varios años se venía viviendo una bonanza económica en Altagracia, como consecuencia de la gran producción de café que tenían las haciendas de Guatopo y Macaira. Y fue así como, rápidamente, se iniciaron las obras y la iglesia quedó prácticamente como nueva, siendo reinaugurada en 1888.
La urgencia de construir la plaza se reactivó en los primeros años del siglo XX. Los vecinos se quejaban del vergonzoso estado en que se encontraba el terreno con el busto del Libertador Simón Bolívar. En relación con esto, el primer busto del Libertador fue donado por el General gracitano Manuel Sarmiento, quien en ese entonces era Presidente del Estado Guárico. Este busto fue traído al pueblo en carreta tirada por bueyes. Luego, para 1924, fue sustituido por otro, de mármol, que fue inaugurado el 5 de julio de ese mismo año, con motivo de la conmemoración del Día de la Independencia; siendo Jefe Civil del Distrito Monagas, el General Julio J. Faría.
Después de muchas reuniones, los vecinos, por fin, lograron designar una Junta de Fomento que quedó integrada por el ingeniero Rodulfo Pérez Vargas y los señores Fernando G. Acosta y Horacio Ruiz. Seguidamente, el gobierno local dictó una resolución, en enero de 1907, autorizando al ingeniero Pérez Vargas para que realizara su diseño, los planos y comenzara las obras de construcción. En efecto, ese mismo año se iniciaron y al siguiente quedó concluida la parte de albañilería, faltándole únicamente las barandas, contratadas a una herrería de Caracas que tardó varios años en entregarlas. Finalmente, después de una larga espera, el 1 de enero de 1912 fue inaugurada.
En el año 1966, durante el gobierno de Raúl Leoni, dirigente del partido Acción Democrática (AD); las autoridades municipales demolieron la plaza y construyeron una “moderna”, propia de un pueblo “progresista”, con mucha cabilla y concreto, cambiando totalmente su estructura original. El busto de mármol del Libertador fue sustituido por una imponente estatua en bronce, por parte del Concejo Municipal del Distrito Monagas, cuyo presidente era en ese entonces el bachiller gracitano Alí de la Cueva.

### Templo Parroquial Nuestra Señora de Altagracia
Dirección: Avenida Chapaiguana y calle José Martí, frente a la Plaza Bolívar.
También llamada Catedral, es la Iglesia principal del pueblo y sede de la Parroquia Nuestra Señora de Altagracia, tiene una torre con su campanario, en su interior se encuentran entre otras, la imagen de Nuestra Señora de Altagracia, patrona del pueblo, su festividad (de carácter religioso) se celebra en enero, y la de San Miguel Arcángel Copatron del pueblo cuya festividad es celebrada de manera oficial por medio del desfile cívico, escogencia de la reina de las Ferias, toros coleados, amanecer llanero entre otros actos. Durante la Semana Santa se aprecia la llegada de turistas con su participación en las actividades religiosas cuyo fervor queda plasmado en la Procesión del Miércoles Santo de la Imagen del Nazareno.
Su actual párroco es el Padre Cruz Rafael Mujica.

### Templo Parroquial Nuestra Señora de los Dolores
DIRECCIÓN: Vereda 5, diagonal a la plaza Bolívar. Urbanización Dr. José Francisco Torrealba (Camoruco)
Es la sede de la Parroquia Nuestra Señora de los Dolores, la cual abarca a las distintas comunidades de la zona este de Altagracia de Orituco.
Cuando fue fundada la comunidad José Francisco Torrealba, conocida como Camoruco, había habitantes que tenían experiencias de fe. En ese momento, existía una sola parroquia en la localidad, en este caso, Nuestra Señora de Altagracia, por lo que las personas que quisieran asistir a alguna eucaristía u otra festividad y actividad religiosa, debían congregarse en dicho templo.
Cuando la comunidad de Camoruco tenía aproximadamente 300 familias, en noviembre de 1966, el vicario de la Parroquia Ntra. Sra. de Altagracia el Padre José Madrazo, junto con la comunidad, gestionó ante el ministerio de Justicia en la Oficina de Culto, la construcción de una capilla que luego se llamaría Ntra. Sra. de Los Dolores, y pasaría a ser dependiente de la parroquia Ntra Sra de Altagracia.
En el año 1967 se funda la Parroquia San José Obrero, siendo su primer párroco el Padre Armando Rivas. La capilla Ntra Sra de Los Dolores pasa ser dependiente de esta nueva parroquia.
A mediados de 1970, se culminó la construcción de la capilla y comenzó a hacer el principal epicentro religioso de la comunidad.
El 15 de septiembre de 1970, se celebró la primera fiesta patronal de Ntra. Sra. de Los Dolores en la comunidad de Camoruco, con la celebración de una eucaristía oficiada por el Padre Rivas, párroco de San José Obrero.
Ya el 15 de septiembre de 2006, la capilla Nuestra Señora de Los Dolores pasa a ser Parroquia luego de ser erigida canónicamente por el II Obispo de la Diócesis de Valle de la Pascua Mons. Ramón José Aponte, y toma posesión de ella el Padre Pedro Pablo Aguilar, convirtiéndose en el primer párroco.
El 1.º de agosto de 2010, el Padre Pedro Pablo Aguilar entrega su cargo como párroco de la Parroquia Nuestra Señora de Los Dolores al Padre Santiago León Fernández, quien es el actual presbítero de la parroquia.
Entre una de las más destacadas visitas que ha recibido esta parroquia, se encuentra la del entonces Nuncio Apostólico en Venezuela Mons. Pietro Parolin, actual Secretario de Estado de la Ciudad del Vaticano, el día 20 de marzo de 2011, quien realizó una eucaristía y encomendó a Nuestra Señora de Los Dolores por las personas que sufren y padecen.
Su actual párroco es el Padre Santiago León Fernández.

### Sede de la Alcaldía del Municipio José Tadeo Monagas
Dirección: Final calle ilustres próceres, sector la Playera
Construcción republicana. Fue la vivienda de un personaje ilustre y actualmente es la sede de la Alcaldía, la Policía Municipal y la Sindicatura del Municipio José Tadeo Mongas. Está ubicada frente a la plaza y rodeada por casas, dos plazas, árboles y bancos. Ubicada en un alto hecho de adobones, madera y tierra. El piso es de cemento y cerámica. Es la primera y, hasta ahora, única casa de la Legislación Municipal.

### Gruta Nuestra Señora de Lourdes
DIRECCIÓN: Avenida Chapaiguana con calle Carabobo, sector La Cumaná
Fue construida en 1904 y en 1907 se derrumbó y fue remodelada por la familia de María Teresa Herrera de León. Según la tradición a este lugar eran llevados los enfermos para que rezaran el rosario. La gruta es una estructura de un solo cuerpo en cuyo frente hay cinco escalones, tres grandes y dos pequeños; una media pared con rejas y un portón de metal de doble hoja. En su lado derecho e izquierdo hay una media pared con rejas. Sobre estas últimas reposa una estructura metálica que sirve de soporte a un techo de chapa a dos aguas en donde se encuentra erguida una cruz de metal. En el interior de la gruta Nuestra Señora de Lourdes el piso es de terracota. Cuenta con cuatro bancos de madera, un muro de piedra natural al fondo (la gruta en sí) y una gruta de menor tamaño donde se alberga la imagen de la Virgen.

### Plazoleta Manuel Ríos
DIRECCIÓN: Avenida Ilustres Próceres con calle Pellón y Palacios, frente al Solar de La Playera
Espacio público que sirve de punto de encuentro para la comunidad, en especial para los estudiantes de los múltiples colegios de los alrededores. Posee una extensión aproximada de 500 metros cuadrados, conformado por áreas verdes de porte bajo con caminerías y árboles de gran tamaño. Cuenta con un área cercada en donde se encuentra ubicado un pilar honorífico. Es preciso recuperar el muro de la zona sur y dotar de iluminación. La institución responsable de este bien está en la obligación legal de tomar las medidas necesarias para conservarlo y salvaguardarlo, notificando al Instituto del Patrimonio Cultural sobre estas actuaciones.

### Zona Comercial Saladillo
El bulevar Rómulo Gallegos o Zona Comercial Saladillo, conocido popularmente como El Chala, es un espacio de encuentro y esparcimiento popular. Inaugurado en junio de 1992, este bulevar turístico está conformado por treinta locales comerciales, una parada de autobuses, estación de policía, plaza recreacional, sanitarios, casillas telefónicas y áreas verdes. Es un lugar popular en el sector gracias al comercio y al terminal de pasajeros.

### Hospital Dr. José Francisco Torrealba
DIRECCIÓN: Calle Libertad con calles Sixto Sosa y Hurtado Ascanio
Construcción de tres cuerpos. El primero de ellos tiene veintiocho ventanas superpuestas, dos puertas -una de metal y otra de vidrio que componen la entrada principal del recinto. El segundo, presenta veinticuatro ventanas; y, el tercero, muestra una pared lisa con aristas sobresalientes donde reposan las vigas. Ofrece dentro de sus instalaciones no solo servicios de salud, sino también una farmacia social, un cafetín y un estacionamiento.

### Transporte público
La ciudad cuenta con diversos tipos de transportes, conformados por taxis, mototaxis, carros por puesto, las denominadas "camioneticas", autobuses, y camiones y pick up´s que cobran un monto superior al pasaje mínimo por usuario, a partir del año 2017 por la crisis de transporte derivada de la escasez a nivel nacional de repuestos, se ha multiplicado la piratería, con lo que aún se manifiesta un total déficit en el transporte urbano, sumado al crecimiento de la población, constituye un caos total a las horas "pico" en la que últimamente, las personas recurren a caminar largos trayectos, o utilizar bicicletas aun con el peligro de ser atracados.
Desde hace más de 5 años que la alcaldía no se aboca a asfaltar las vías de transporte, demarcar pasos peatonales, establecer señales de tránsito, paradas, ni tampoco se observa ampliación de rutas, sino al contrario se han reducido las unidades del transporte en un casi 80% en los últimos 2 años.

## Medios de comunicación

### Televisión
En la ciudad se reciben en señal abierta de televisión los canales: Venevisión, Televen, Tves y Venezolana de Televisión por una antena repetidora actualmente fuera de servicio.
Cuenta con televisoras locales como lo son Orivisión TV, la Televisora del Orituco (TVO), canal oficial de la alcaldía. Así mismo, contaba con Clip TV una extinta televisora que salió del aire por motivos de robo a sus equipos.
También cuenta con la Corporación Altagracia Satelital o Cable Imagen, un sistema de cable local que muestra canales de la zona, nacionales e internacionales.

### Periódicos
Estos son los periódicos locales:
- Periódico "La Voz de Orituco"
- Diario "El Visor" editado por la Alcaldía del Municipio Monagas.
- El Semanario "La Muralla de Todos"

También circulan periódicos regionales, como lo son:
- La Antena
- Noticia al Día
- El Nacionalista
- La Prensa del Llano
- Diario Jornada
- SoloGuarico

### Medios Digitales
- La Voz de Orituco[11]
- Infórmate Altagracia
- Noticias del Orituco
- Altagracia Plus
- Web de Altagracia (WEBDEALTA)[12]

### Radios
- Guaraña 97.5 FM
- Activa 104.9 FM
- La Nueva Onda 95.9 FM
- Plenitud 102. 1 FM
- Renacer 101.1

La ciudad cuenta con dos emisoras de radio locales que actualmente transmiten solo tres de ellas, todas de Frecuencia Modulada (FM).

### Telefonía
También existen proveedores de televisión por cable y conexiones a Internet de Banda Ancha, teléfonos públicos de CANTV en diversas calles de comunidades de la localidad gracitana. Los sistemas de telefonía fija son operados por las dos mayores centrales telefónicas del país, Telefónica y CANTV, mientras que la telefonía móvil celular es operada por las principales del país Movistar, Movilnet y Digitel.

## Cultura

### Gastronomía
Cuenta con una gran variedad gastronómica, platos típicos como el pisillo de venado, la carne en vara, el queso de mano, el hervido de res y de gallina, el paloapique, dulces criollos como el de lechosa, jalea, conservas, catalinas, jugo de mango, carato, bollo pelón, conservas de coco, cachapa, bollo verde, papelón con limón, jugo de caña, pabellón, etc.

### Parrandas de negros
Conjuntos musicales que improvisan versos e interpretan la marisela y la guaraña en las fechas santas como San Juan Bautista, San Pedro, San Pablo, Virgen del Carmen, Santa Rosa, San Ramón y las Marías. Cada grupo suele conformarse generalmente por seis hombres quienes comparten los renglones de tenor, tenorete y cantante, visten gorros de cartón con lazos, extensiones de papel brillante e incrustaciones de vidrio; y finalmente, ejecutan los tambores, maracas y cuatros. Uno de los miembros de cada conjunto se atavía como La falsa -hombre que simula voz femenina-, quien lleva un vestido de flores, un sombrero de ala ancha con una peluca, alpargatas y maquillaje. Entre las parrandas de negros más conocidas en el Estado Guárico, se encuentran: parranda de negros de los hermanos Reyes, parranda de negros Los Auténticos, parranda de los Gómez del Banco de Guanape, parranda de negros hermanos Landaeta, parranda de negros de los Romero, parranda de negros de Sabana Grande, parranda de negros Los Utreras y parranda de negros de plaza de Paso del Medio.

### Baile de los negros kimbánganos
Rito traído a Venezuela por los esclavos provenientes de África durante el período colonial siglo XVII quienes comenzaron a rendirle culto a San Juan como patrono. La celebración radica en un velorio y una misa para el santo, acompañados con los sonidos del tambor, guitarra, cuatro y maracas que permiten a las parejas de baile -guiadas por un par de viejos vestidos de sombrero ancho de cartón, forrado con papel de seda y cintas, portadores de un garrote de madera con el cual dirigen el baile- simular un careo, cambiar de cadencia al enganchar sus brazos, y realizar un valseao alrededor de un tambor lucero. Cada canto esconde saludos y protestas que revelan el anhelo de libertad. El ritual finaliza con un baile al son de palos y cueros fingiendo una batalla que cierra con tres golpes de tambor y con el canto Oh, yo yo.

### Quema de Judas en Altagracia de Orituco
Es una tradición muy antigua que se realiza el Domingo de Resurrección. Desde temprano se recolectan fondos en diversas alcabalas ubicadas en cada sector para la vestimenta del muñeco que consiste en un traje estrafalario con corbata, pañuelo, medias, zapatos o botas. Una vez hecho el Judas se pasea en burro, carreta, bicicleta o carro, según la zona. En la tarde antes de la quema se realizan juegos tradicionales y se elabora un testamento en donde se nombran a personajes de la localidad. Finalmente se colocan fuegos artificiales que los celebrantes harán explotar una vez se inicie la quema.

### Celebración de San Juan en el Municipio José Tadeo Monagas
Las siete parroquias Esta tradición nació durante la colonia en el pueblo de San Francisco Javier de Lezama. Los africanos esclavizados en la hacienda Tocoragua fueron obligados a adorar a San Juan. Desde entonces, en su día libre de trabajo los afro descendientes rendían homenaje al santo. Sus canciones reflejan el rechazo hacia el culto impuesto: "te saco los ojos", "tú no eres mi Dios", "es mi día libre y te debo cantar". Los afro venezolanos llevaban el santo desde la hacienda hasta la iglesia para iniciar la misa a la cual no les permitían entrar por su condición social. Al finalizar esta, celebran la procesión al son del tambor. Luego, colocan al santo en la puerta principal de la iglesia y los afro descendientes bailan mientras tocan el tambor redondo. Se guarda al santo bajo el repique de tres golpes de tambor. Finalmente, los afro venezolanos van a la prefectura a pedir el inicio de la fiesta. Esta se inicia con la jinca, baile que representa la lucha por la libertad. La celebración consiste en el canto de versos improvisados (lucero), el baile valseao en pareja y el toq.

### Velorio de Cruz
Fiesta religiosa y social realizada durante el mes de mayo, en donde los recitadores más afamados del país cantan fulías acompañados por música de cuatro, guitarra, maracas, arpa y tambora.

### La Burriquita
El personaje principal de esta danza viste un disfraz que le permite representar burra y jinete al mismo tiempo. Baila al compás de un joropo, hace piruetas, rebuzna y realiza todas las cosas propias de la burra y su jinete.

### Baile del Joropo
El joropo se canta y se baila en toda Venezuela. Constituye no solo una expresión bailable, sino también una fiesta donde se cantan y bailan corridos, galerones, golpes, pasajes y otras tonalidades folclóricas. Se efectúa en cualquier época del año y el motivo puede ser un bautizo, cumpleaños o la celebración de alguna fiesta patronal. La música del joropo se toca con instrumentos típicos como cuatro, maracas y arpa, que acompañan a cantos y estribillos.

### El zapateo y escobilleo
Que son pasos del joropo, se mezclan en el estado con giros típicos de la región como el remolino, el cuartao y el toriao.

### El Coleo
Es una manifestación de carácter popular que actualmente ha sido elevada a disciplina deportiva, por lo que se desarrolla bajo un conjunto de reglas. Se inicia desde la colonia, con el trabajo del hombre en el hato en la brega para coger y domar el ganado que se perdía en las extensas sabanas. Cuando el llanero no podía enlazar un toro tenía que irse a la cola, adelantarse y darle una caída que lo debilitara para caparlo. Esta actividad se va haciendo divertida a los peones y luego se va proliferando por los pueblos quienes la asumen dentro del programa de sus actividades.
El coleo se difunde a lo llanero, la música y sus temas el sombrero, el caballo y el ganado vacuno son expresiones auténticos del llano que fortalece nuestro acervo cultural. Por el coleo también se inspiran los copleros y cantan e improvisan coplas a los coleadores.

### Festival Folklórico Infantil Espigas del Orituco
De gran valor cultural, especialmente para la población estudiantil, este festival se viene realizando anualmente desde hace veinticinco años. Con él se mantiene en el público general el amor y el interés por lo local, invitando al continuo proceso investigativo y divulgador de las actividades que patrocina. Participan durante los cinco días de la semana todas aquellas escuelas que están adscritas al Distrito Escolar 5 para los renglones: voz solista masculina y femenina, declamación, narración oral, joropo, danzas folklóricas, afiche, artesanía, contrapunteo, ejecución de instrumento musical, investigación folklórica y teatro folklórico. Cada una de estas categorías exige de los protagonistas el empleo acorde de la vestimenta respecto de su actuación.🅰🅱🆎

## Religión
En Altagracia de Orituco concurren diversas profesiones de fe, siendo la de mayor alcance la Iglesia Católica pionera y protagonista en la historia de la parroquia civil.

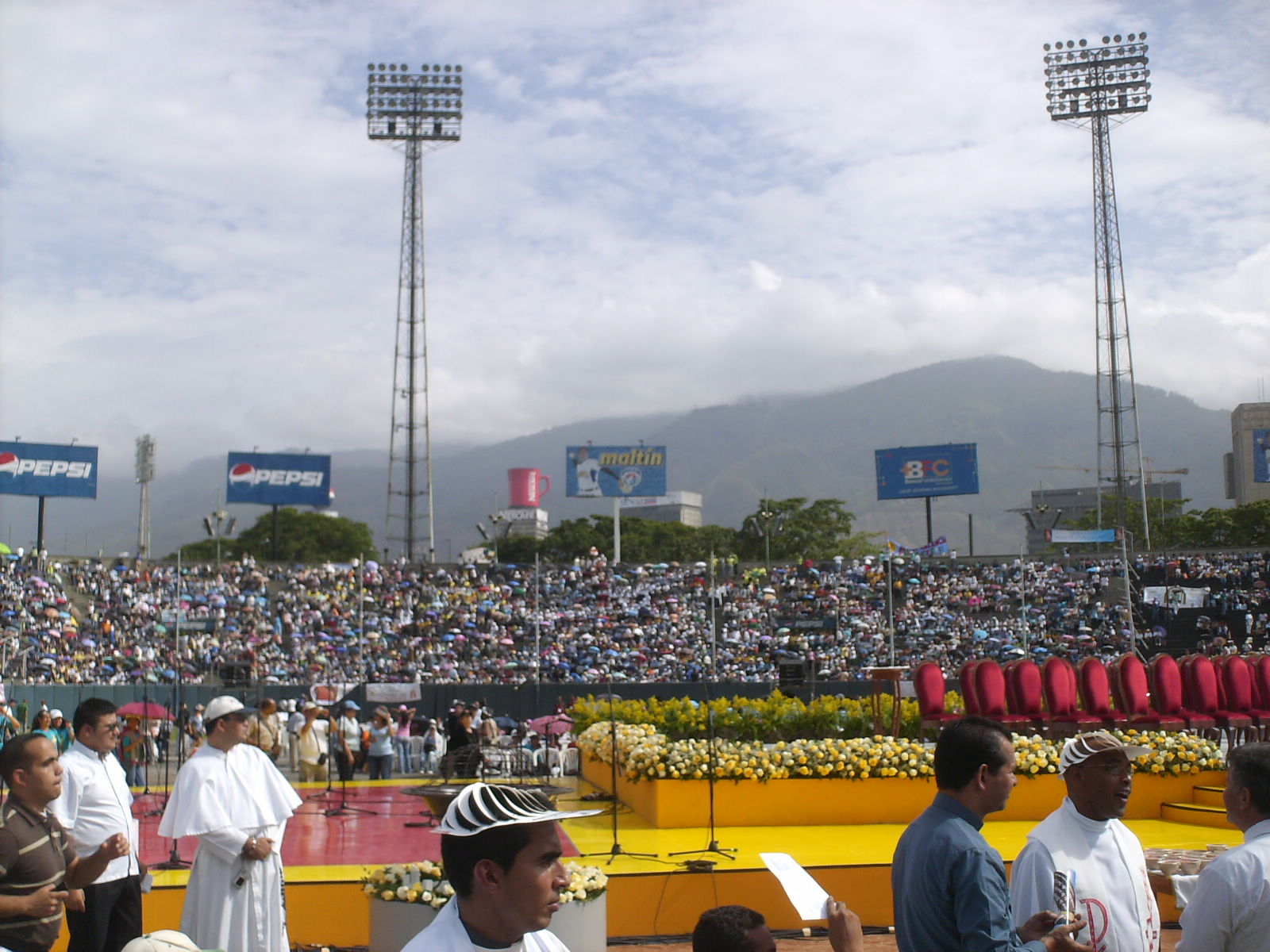
Acto de Beatificación de la Madre Candelaria en el estadio universitario de Caracas.

Madre Candelaria de San José segunda Santa venezolana. Susana Paz-Castillo Ramírez, (1863-1940) conocida como la Madre Candelaria de San José, o simplemente como Madre Candelaria es una Beata de la Iglesia Católica cofundadora de las Hermanas Carmelitas de la Madre Candelaria o Hermanas Carmelitas Venezolanas que nace el 11 de agosto de 1863, en Altagracia de Orituco, en el Estado Guárico, en Venezuela.
Es reconocida oficialmente por la Iglesia católica como Beata desde el 24 de abril de 2008, siendo la segunda venezolana en alcanzar la gloria de los altares después de la Madre María de San José. Hija de Francisco de Paula Paz Castillo y María del Rosario Ramírez. Su padre fue un hombre de gran corazón, con conocimientos de medicina naturista que gozaba del aprecio de sus vecinos. Él murió el 23 de noviembre de 1870, cuando ella tenía 7 años. La abuela paterna de Susana Paz Castillo Ramírez fue Doña Candelaria Pérez y Bolívar que era prima hermana del Libertador Simón Bolívar.

## La Música Local

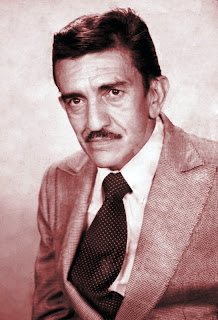
Ramón Infante, cantante y compositor, reconocido exponente de la música gracitana.

### La Guaraña
Pieza musical compuesta por cuartetas de versos improvisados y rima consonante. Las acompaña un coro tarareado formado por tres voces. Las estrofas son interpretadas por dos cantantes (el tenor y el tenorete). Hacen alusión a momentos o espacios vividos durante la presentación de las parrandas de negros. Son el canto de despedida de la agrupación, del lugar o casa donde se encuentran, por ello están cargadas de una profunda emotividad y tristeza.

### La Marisela
Pieza musical compuesta por cuartetas de versos octosílabos, con la modalidad de las sextetas. Representa un saludo, un permiso y una conquista. Es una ejecución alegre y entusiasta; entusiasmo que se acentúa en las tonalidades ejecutadas por el cuatrista con un ritmo movido y cadencioso.

### Tambor Orituqueño
Ritmo armónico producido por el canto de luceros y por el golpe de jinca, acompañado de una ejecución de tambor de palma y cuero de venado y maracas además de dos cantantes y un coro de ocho integrantes-. El lucero está conformado por cuatro cantos: medio lucero, lucero, el llorao y el guarapo; los versos se componen sobre la base de un contrapunteo o sobre la base de un halago. La jinca, por su parte, es un ritmo acelerado, con repique de cuero y palo, donde los bailadores realizan movimientos sueltos a la par de la conversación entre los cantantes.

### Folklore
Uno de los mayores exponentes del folklore orituqueño y venezolano en la localidad es el recordado cantante y compositor Ramón Infante, quien nació en Altagracia de Orituco un 22 de marzo de 1936 y falleció en un accidente de tránsito en febrero de 1988.
Es recordado por sus temas tales como "Corazón gracitano", "Morir en octubre", "Migdalia", "De los barrios de mi pueblo", "Alas de cristal", "Luna de Enero", "Historia de un Ruiseñor", "Tras de Tus Huellas", pero el más popular y considerado como el segundo himno de la ciudad es "El Vals de Altagracia".

## Educación

### Liceos

#### Públicos
- Unidad Educativa Ramón Buenahora. (1930) Actualmente en conocida como: "Complejo Educativo Ramón Buenahora" (2024 - 25).
- Unidad Educativa José Francisco Torrealba. (1973)
- Unidad Educativa Altagracia (conocida como "La Técnica"), (1979), en 2024 se le cambia el nombre por: "Liceo Juan Crisóstomo Falcón".
- Unidad Educativa Filósofo Andrés Bello. (2019)

NOTA: Actualmente en la ciudad existe una estructura de un liceo abandonado que está ubicada en el sector "El Charco",

#### Privados
- Unidad Educativa Colegio Padre Juan de Barnuevo (primaria y secundaria)
- Unidad Educativa Colegio Nuestra Señora de Altagracia, anteriormente "Madre Candelaria", (primaria y secundaria)
- Unidad Educativa Colegio San Pablo Apóstol (primaria y secundaria)
- Unidad Educativa Colegio Generalísimo Francisco de Miranda
- Unidad Educativa Colegio Libertador (fue cerrado en 2018)
- Unidad Educativa Colegio Capitán Manuel Simón Ríos Hernández, fundada en 2023
- Unidad Educativa Colegio Batalla de La Victoria

NOTA: En Altagracia de Orituco la mayoría de las instituciones privadas tienen la modalidad de educación básica y educación media general juntas, y anteriormente también eran tres las instituciones que solamente tenían modalidad de educación media general, sin embargo, con el cierre de la Unidad Educativa Colegio Libertador en 2018 quedó con dos solamente.

### Universidades
- Universidad Nacional Experimental Rómulo Gallegos (UNERG) — Núcleo de Altagracia de Orituco.
- Universidad Nacional Abierta
- Universidad Nacional Experimental Simón Rodríguez
- Pedagógica Experimental Libertador (enlace roto disponible en Internet Archive; véase el historial, la primera versión y la última).
- Universidad Bolivariana de Venezuela
- Instituto Universitario de Tecnología de los Llanos
- Instituto Nacional Cooperación Educativa
- Universidad Bolivariana de Venezuela

## Ciudades hermanas
- Valle de la Pascua, Venezuela.
- Zaraza, Venezuela.
- San Juan de los Morros, Venezuela.
- Calabozo, Venezuela.
- San José de Guaribe, Venezuela.